# 47
47 је била проста година.

## Догађаји
- Клаудије је именовао Гнеја Домиција Корбула  за команданта доњонемачке војске
- Корбуло је покорио Фрижане.
- Краља Ванија протерали су Маркомани, а Римљани су га населили у Панонију.
- Гувернер Јудеје постаје Тиберије Јулије Александар.
- Вицекраљ Британије (други) Осториус Сцапула.
- Основана је Кипарска православна црква